# Jose Maria Lojendio
 (octobre 2016).
Si vous disposez d'ouvrages ou d'articles de référence ou si vous connaissez des sites web de qualité traitant du thème abordé ici, merci de compléter l'article en donnant les références utiles à sa vérifiabilité et en les liant à la section « Notes et références ».
Jose Maria Lojendio Irure, né le 18 octobre 1910 à Saint-Sébastien et mort le 28 décembre 1978 dans la même ville, est un écrivain, homme de droit et académicien basque espagnol de langue basque et espagnole. 

## Biographie
Docteur en droit de l'université de Madrid et de la faculté de droit de Paris, il fut aussi président du tribunal pour enfants de Saint-Sébastien. Il est intervenu, comme orateur en langue basque dans de nombreux actes de propagande catholique pendant les années 1931 à 1936. Il a été un des fondateurs de « Agrupación de Escritores Vascos de San Luis » (Association des écrivains basques de San Luis). Il publia et donna des conférences sur des thèmes juridiques et sur la culture basque.
Académicien à l'Académie de la langue basque ou Euskaltzaindia, il en fut le président de 1963 à 1966 après Inazio Maria Etxaide.

## Publications
- Naturaleza jurídica de la unión de Guipúzcoa y Castilla
- Modificaciones del Código Civil y de la Ley de Enjuiciamiento Civil, según Leyes de 24 de abril de 1956
- Agustín de Iturbe y Aramburu, primer emperador de Méjico
- Mogel
- Lengua y literatura vascas